# 大湊 (伊勢市)
大湊（おおみなと）は、三重県伊勢市にある港町。宮川河口付近の三角州にあり、中世から近世の伊勢湾における商業・海運の中心地であった。住所表記上の町名は大湊町（おおみなとちょう）。郵便番号は516-0001。2020年（令和2年）4月30日時点の人口は1,371世帯2,953人。
1943年（昭和18年）に宇治山田市に編入され、1955年（昭和30年）に市名改称により伊勢市となった。

## 概要・歴史
伊勢神宮神郡であった伊勢国度会郡に属しており、近くに神宮直属の塩田（大塩屋御園）が存在したことから鎌倉時代以前から開けて、東海道・東国各地にあった荘園からの年貢や各地から伊勢神宮への奉納品、生活物資の集積点として、また東国から神宮への参拝客の海の玄関口としてなど、神宮と東国を結ぶ中継地また伊勢における物流拠点として栄えた。
南北朝時代には伊勢神宮と南朝及び北畠氏との連携が強化され、1338年（南朝：延元3年、北朝：暦応元年）には、義良親王（後の後村上天皇）を奉じた北畠親房・結城宗広らが大湊から東国へ向かって船出して途中で難破し、親王らは伊勢国に引き返したが、親房の船だけが常陸国に漂着している｡
室町時代には北畠氏の支配下に入るが、上納金と引き換えに24名の会合衆による自治が認められるようになった。1498年（明応7年）に明応地震による津波で1000軒の家屋が破壊されて5000人もの死者を出したにもかかわらず、11年後に地元の国人愛洲氏（庶流の愛洲久忠が著名）との諍（イサカ）いがあった際に100貫の献金を行って和解している。1565年（永禄8年）の冬には1ヶ月の集計で船の入港が119隻、そこから納められた入港税が34貫870文（当時の米価は一石あたり600文（60疋／0.6貫）前後とされている）であったという。大湊は北畠氏のみならず、尾張の織田氏・三河の徳川氏・駿河の今川氏・相模の北条氏など有力戦国大名とも強く結びついていた。このように当時の大湊は堺や博多などと並ぶ日本の代表的な商業都市の1つであった。
安土桃山時代に織田信長が北畠具教を討ち、子の織田信雄に北畠氏を継がせると、伊勢湾は事実上織田氏の支配下に置かれるようになる。大湊側も抵抗を続けるものの、最終的に織田政権に屈して九鬼嘉隆の影響下に置かれた。
江戸時代には廻船問屋が自治を司り、廻船業者を対象とした船宿も発達し、港町としての繁栄を続けたが、河口の土砂の堆積により港湾機能が衰え、鳥羽の台頭もあり、次第に衰退していくことになる。ただし、港としての役割を失っても、古くから造船の町として栄えており、造船に関連して、家釘、船釘、錠などの鉄工業も発達していた。
近代になり、多くの造船工を必要としたことから、1896年（明治29年）には町内に大湊工業補習学校（後に大湊造船徒弟学校、現:三重県立伊勢工業高等学校）の設立に至るほどであったが、日本の造船業は高度経済成長期まで繁栄するものの、オイルショック期からは陰りが見えはじめた。倒産、廃業、業態転換などにより、大湊においても造船産業は衰退した。また伊勢工業高校の造船科も2005年（平成17年）4月1日に廃止となった。

### 度会郡大湊町
町村制の施行により、大湊は1889年（明治22年）4月1日に度会郡大湊町として単独町制を敷いた。
1943年（昭和18年）12月1日、大湊町は宮本村・浜郷村とともに宇治山田市に編入された。

#### 歴代町長
| 代 | 町長           | 就任           | 退任           |
| -- | -------------- | -------------- | -------------- |
| 1  | 山中崔十       | 1890年6月17日  | 1899年6月27日  |
| 2  | 松崎与次郎兵衛 | 1899年7月26日  | 1903年9月2日   |
| 3  | 市川源吉       | 1903年9月3日   | 1909年6月4日   |
| 4  | 松本久七       | 1909年8月8日   | 1911年8月8日   |
| 5  | 西川駒三郎     | 1911年12月28日 | 1914年12月26日 |
| 6  | 山中崔十       | 1915年2月9日   | 1926年8月31日  |
| 7  | 新家元郎       | 1926年9月1日   | 1927年6月30日  |
| 8  | 田辺久吉       | 1927年9月27日  | 1929年12月25日 |
| 9  | 牛場勘四郎     | 1929年12月25日 | 1930年1月30日  |
| 10 | 浜地文平       | 1930年6月15日  | 1931年8月25日  |
| 11 | 菊川万次郎     | 1931年12月10日 | 1933年3月7日   |
| 12 | 岡冨士雄       | 1934年10月6日  | 1943年12月1日  |

### 現代

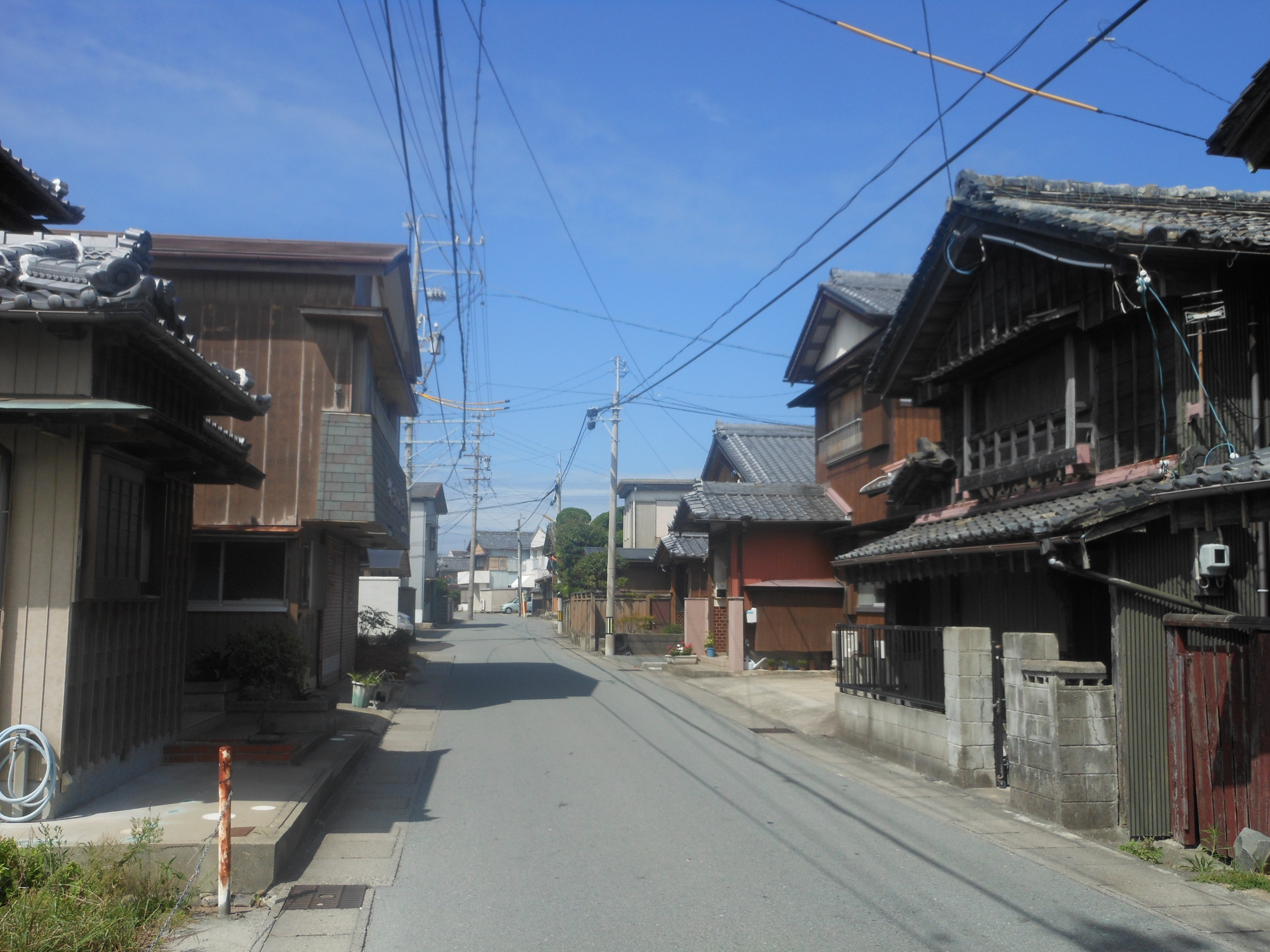
大湊の町並み

現在、町内の大部分は本土からは切り離されており、2つの橋で結ばれている。三角州とその対岸部の徳田新田を合わせて大湊町となっている。観光スポットではないものの、古くから栄えた所であり、河崎ほどではないが、古い家屋や町並みが残っている。また大湊の港にはヨットハーバーが設置されているが、一般の船舶は大湊を含む広い地域に築かれた宇治山田港に出入りするのがほとんどである。
かつて、大湊には川や海から運ばれる、伊勢神宮の正殿・社殿用の木材を集積・仕分けする貯木池が存在していた。場所は現在の大湊小学校から東側全域で、小学校の敷地内に大湊貯木場跡の石碑がある。
1954年（昭和29年）にビキニ環礁での水爆実験の被害にあい被ばくしたマグロ延縄漁船「第五福竜丸」を放射能除去後に、東京水産大学（現:東京海洋大学）の練習船「はやぶさ丸」への改造を受託した造船所もこの町内に存在した。

### 人口の変遷
国勢調査による人口の推移。
| 1995年（平成7年）  | 3,916人 | [ 12 ] |  |
| 2000年（平成12年） | 3,848人 | [ 13 ] |  |
| 2005年（平成17年） | 3,689人 | [ 14 ] |  |
| 2010年（平成22年） | 3,455人 | [ 15 ] |  |
| 2015年（平成27年） | 3,110人 | [ 16 ] |  |

### 世帯数の変遷
国勢調査による世帯数の推移。
| 1995年（平成7年）  | 1,185世帯 | [ 12 ] |  |
| 2000年（平成12年） | 1,240世帯 | [ 13 ] |  |
| 2005年（平成17年） | 1,281世帯 | [ 14 ] |  |
| 2010年（平成22年） | 1,296世帯 | [ 15 ] |  |
| 2015年（平成27年） | 1,251世帯 | [ 16 ] |  |

## 学区

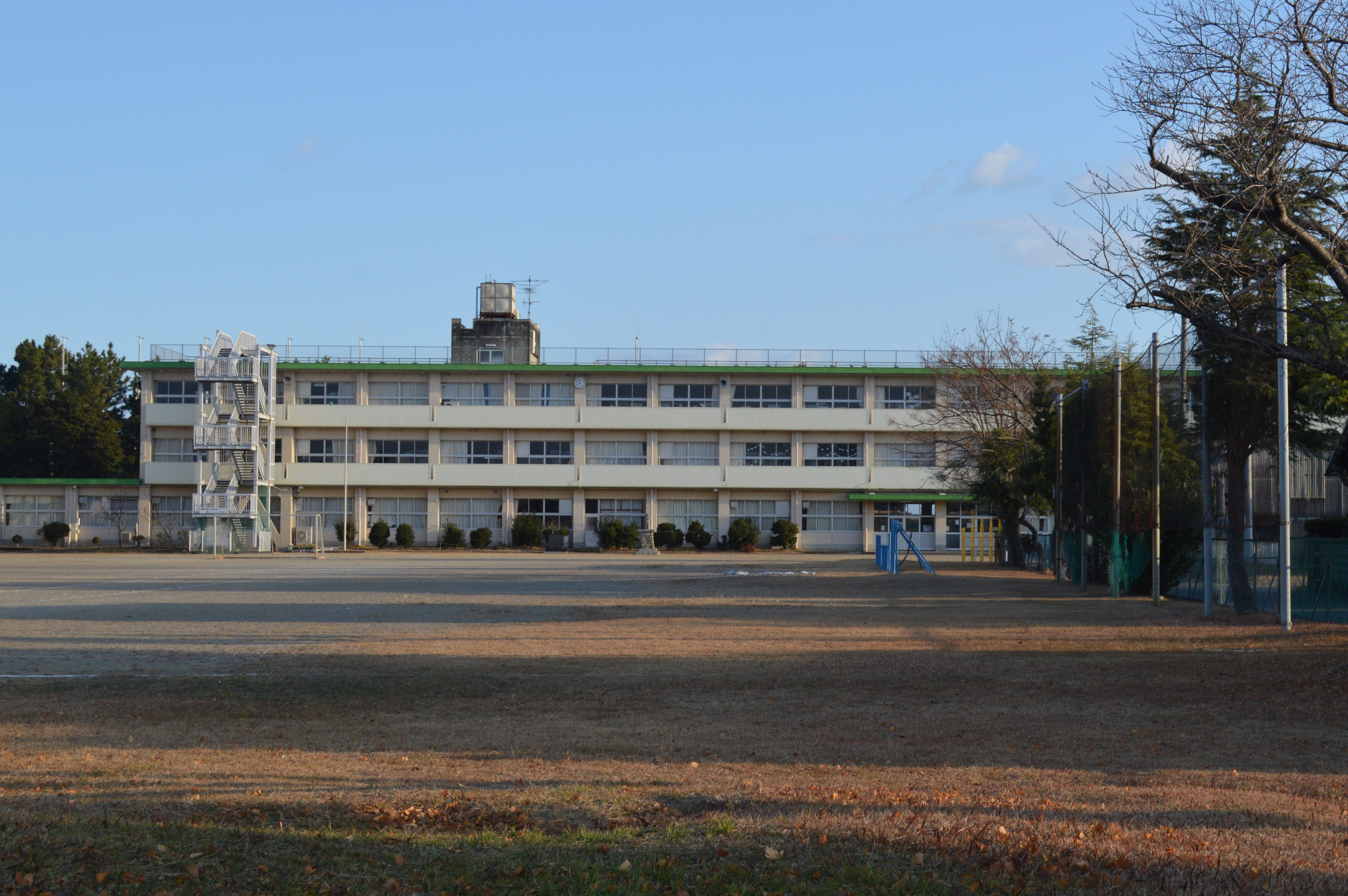
伊勢市立大湊小学校

市立小・中学校に通う場合、学区は以下の通りとなる。
| 番・番地等 | 小学校                                | 中学校           |
| ---------- | ------------------------------------- | ---------------- |
| 全域       | 伊勢市立大湊小学校 伊勢市立神社小学校 | 伊勢市立港中学校 |

## 交通
- 三重県道748号大湊宮町停車場線 - 路線バスも運行されている幹線道路。

## 施設
- 伊勢市立大湊小学校

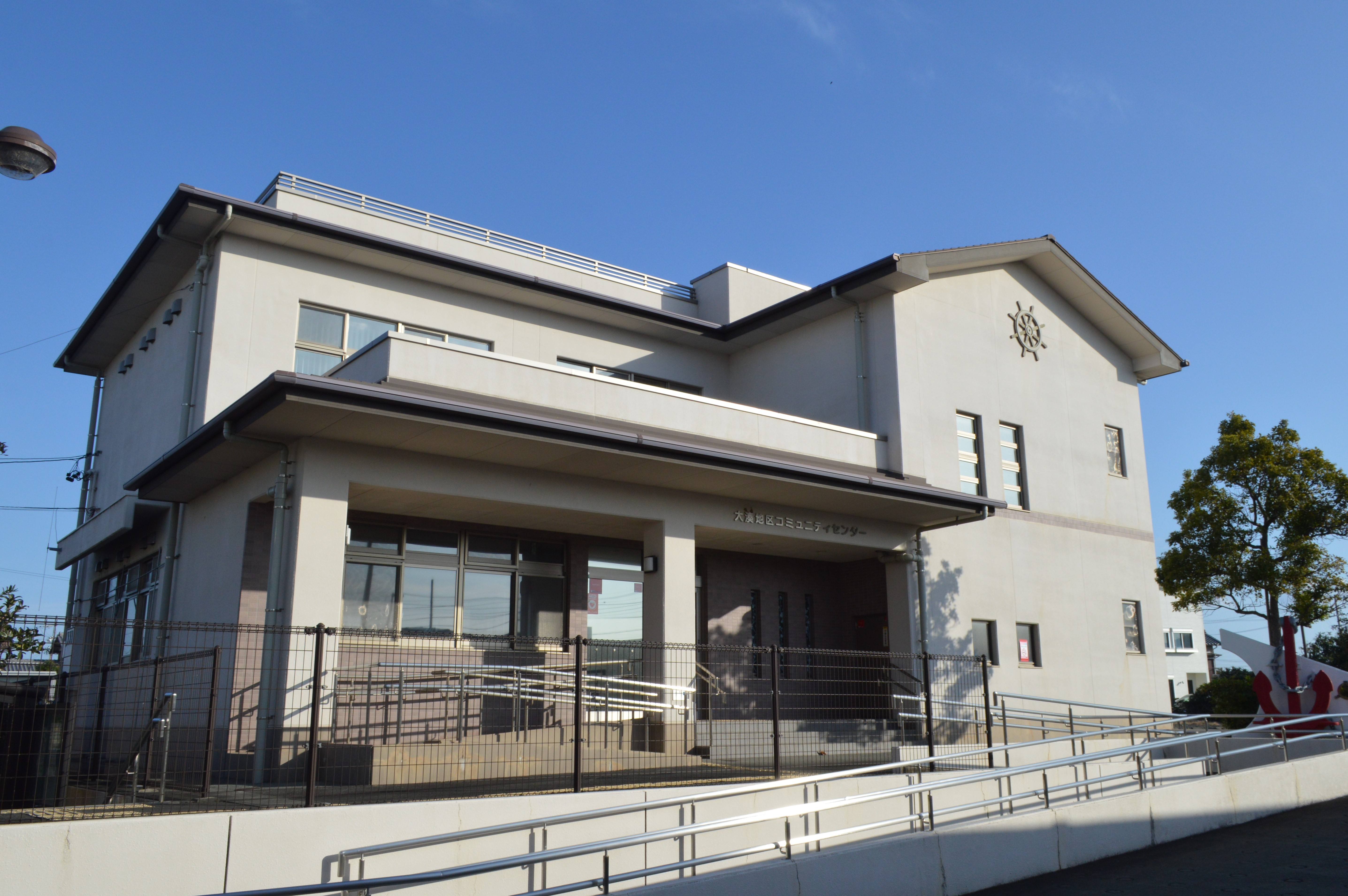
大湊地区コミュニティセンター
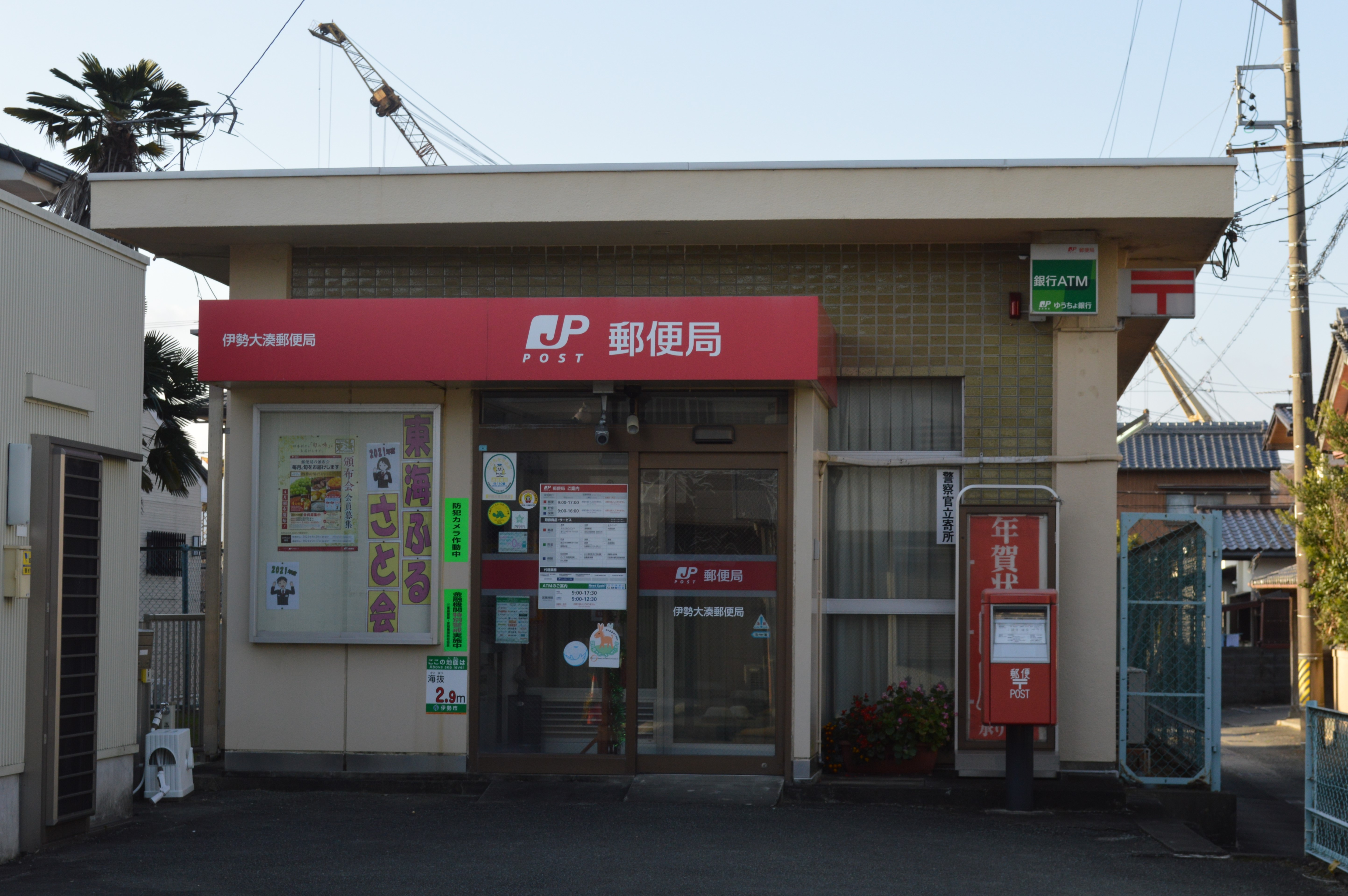
伊勢警察署大湊警察官駐在所
- 伊勢大湊郵便局
- 菊川鉄工所 - 江戸時代末期から釘などを製造していた[18]。
- 内田造船
- 南平造船所
- 市川シップヤード
- マリーナ伊勢
- 宮川浄化センター
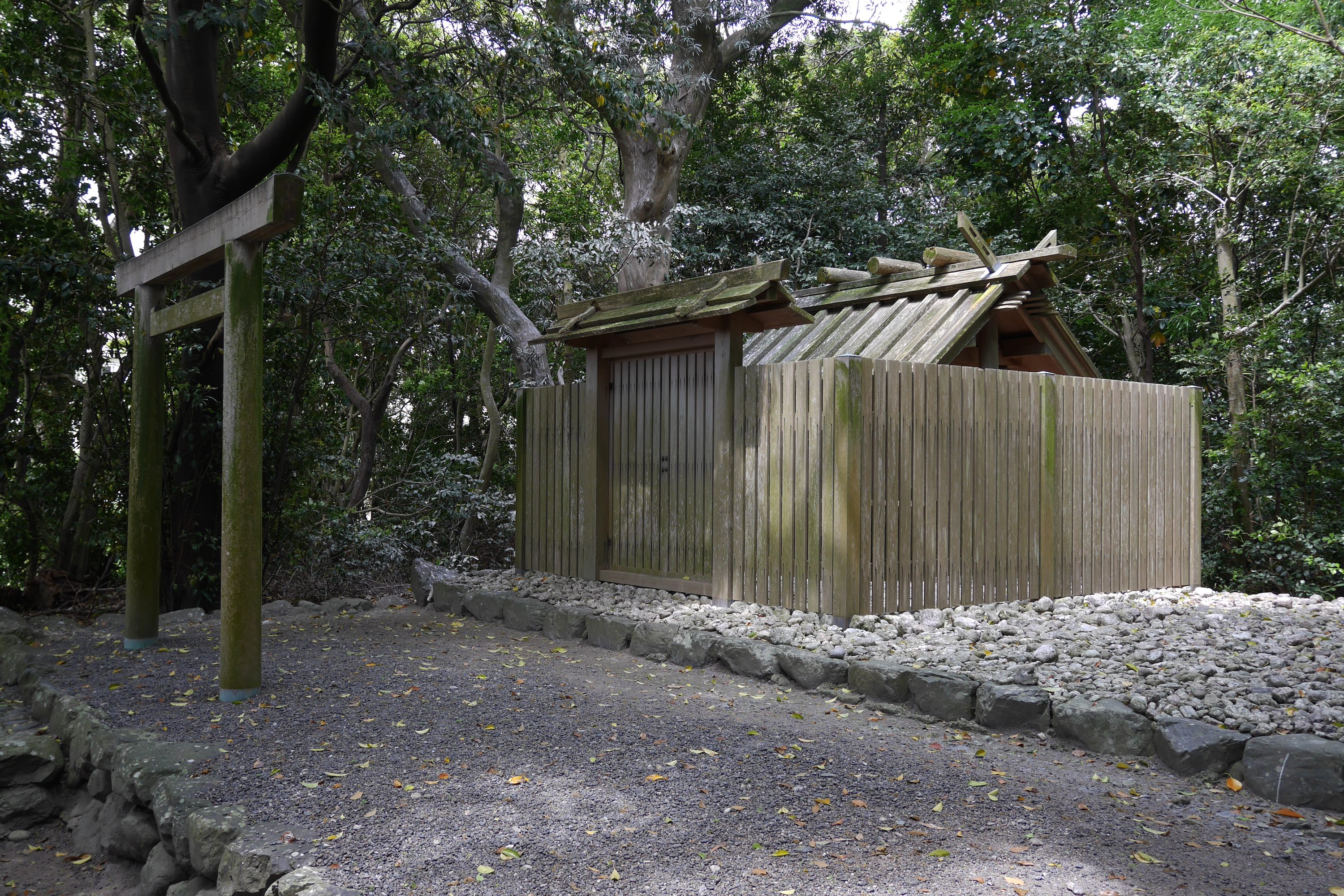
志宝屋神社
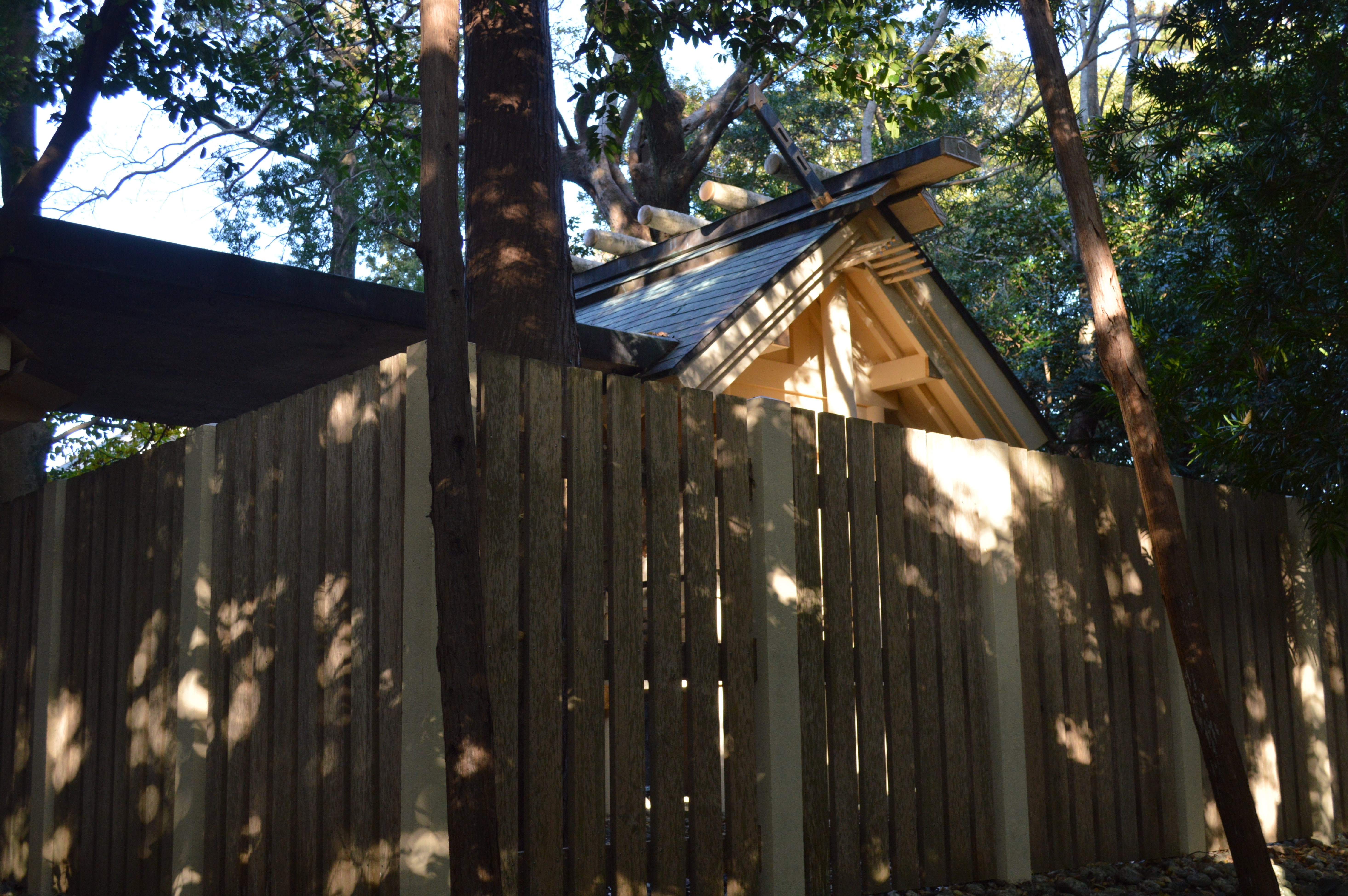
日保見山八幡宮
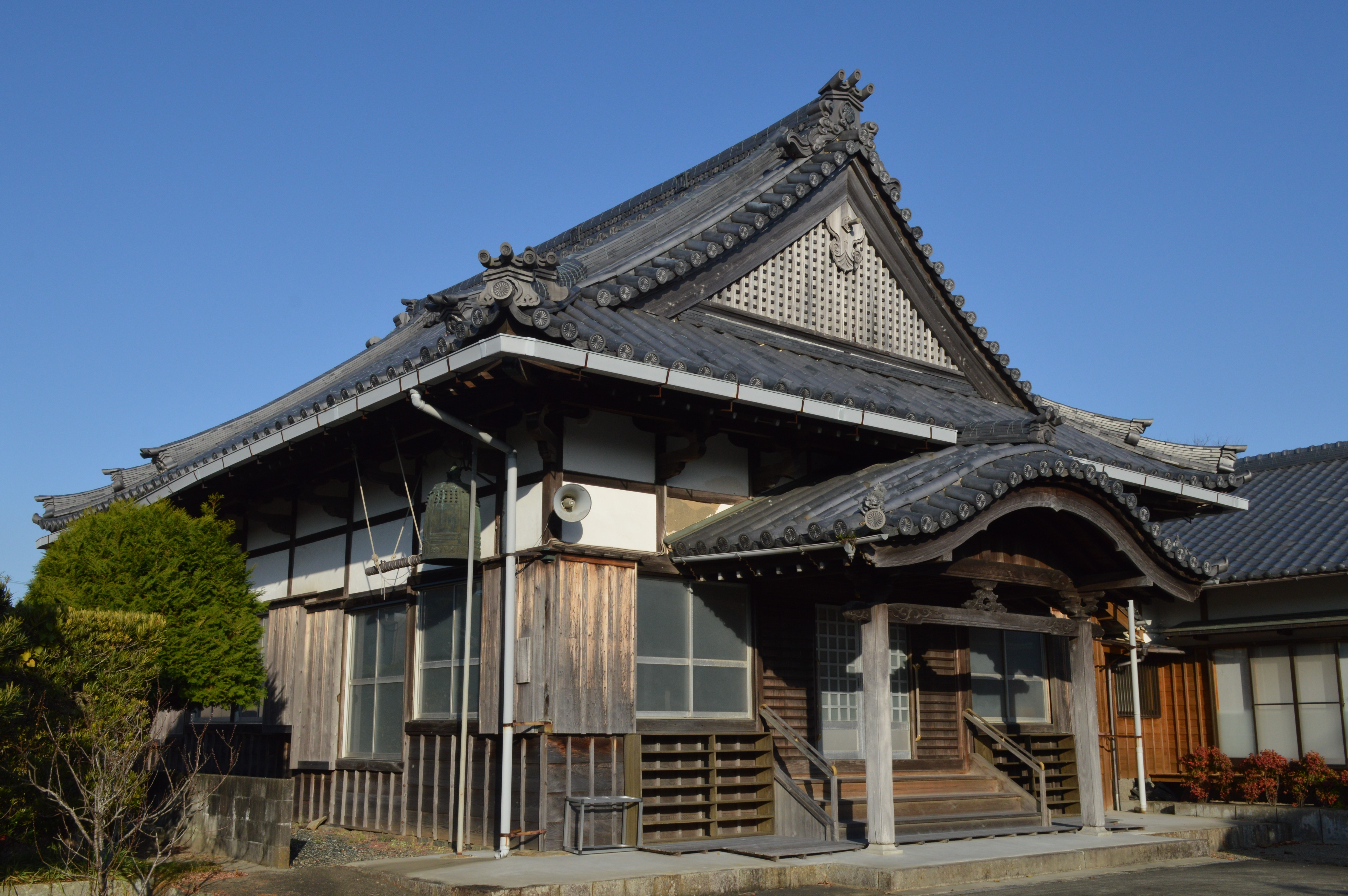
献忠寺
- 海眼院
- 善光寺嶺松院

- 大湊地区コミュニティセンター
- 伊勢大湊郵便局
- 志宝屋神社
- 日保見山八幡宮
- 献忠寺

## 出身者
- 中村善七 - パラオ共和国独立時の大統領であるクニオ・ナカムラの父。この縁があって、町内の大湊小学校はパラオと交流している。
- 松本喜太郎 - 大日本帝国海軍の技術大佐。
- 植木徹之助 - 植木等の父親。のちの植木徹誠。